# Poznańskie
Poznańskie – region etnograficzny w zachodniej Polsce, na Pojezierzu Wielkopolskim i Nizinie Południowowielkopolskiej, w dorzeczu środkowej i dolnej Warty; zachodnia część Wielkopolski właściwej, na wschodzie granicząca z Kaliskiem.

## Obszar Poznańskiego w historii
Pojęcie Poznańskiego nie jest tożsame z Wielkopolską i w ciągu wieków jego rozumienie się zmieniało. Termin „Wielkopolska” ma szersze znaczenie.
Jako Wielkopolskę określano też jednak tzw. Wielkopolskę właściwą, której obszar w zasadzie pokrywa się z dzisiejszymi granicami regionu Wielkopolski i która od XIV wieku obejmowała województwa: poznańskie, kaliskie, oraz istniejące od 1768 do 1793 województwo gnieźnieńskie. Województwo poznańskie obejmowało zachodnią część tego regionu i w przybliżeniu pokrywało się z dzisiejszą zachodnią częścią województwa wielkopolskiego (na zachód od Kórnika).
Po II rozbiorze Polski w 1793 r. początkowo cała Wielkopolska dostała się pod panowanie pruskie; po wojnach napoleońskich i krótkim okresie Księstwa Warszawskiego (które objęło także departament poznański) na skutek ustaleń kongresu wiedeńskiego w 1815 r. nastąpił podział regionu: we wschodniej części utworzono województwo kaliskie Królestwa Polskiego ze stolicą w Kaliszu (które objęło m.in. Konin, Koło i Słupcę, ale nie objęło Zaprośnia – części przedrozbiorowego województwa kaliskiego zagarniętej przez Królestwo Prus), a w części zachodniej utworzono autonomiczne Wielkie Księstwo Poznańskie, które włączono do Królestwa Prus. Autonomia w 1831 r. została ograniczona, a w 1848 r., po powstaniu w okresie Wiosny Ludów, całkowicie zniesiona, Polacy nadal jednak używali nazwy Wielkie Księstwo Poznańskie, Księstwo lub po prostu Poznańskie.

Granice Wielkiego Księstwa Poznańskiego i woj. poznańskiego po 1919 r.

Po odzyskaniu przez Polskę niepodległości (1918) Poznańskie na mocy traktatu wersalskiego (1919) zostało w 1919 przyłączone do Polski. W okresie międzywojennym granice województwa poznańskiego praktycznie pokrywały się z granicami Wielkiego Księstwa Poznańskiego z okresu zaboru pruskiego (z wyjątkiem tych terenów, które na mocy traktatu wersalskiego pozostały w Niemczech, np. Międzyrzecza, Wschowy, Babimostu).
Zaraz po II wojnie światowej do województwa poznańskiego przyłączono też większość obecnego województwa lubuskiego (w 1950 r. ziemie te jednak ponownie odłączono i wyodrębniono jako województwo zielonogórskie) oraz dawne tereny niemieckie wokół Piły; województwo utraciło natomiast Mogilno i Żnin na rzecz województwa bydgoskiego (obecnie kujawsko-pomorskiego).
Żadna z reform administracyjnych po 1938 roku nie ustalała województwa obejmującego obszaru określanego jako Poznańskie.

## Ludność

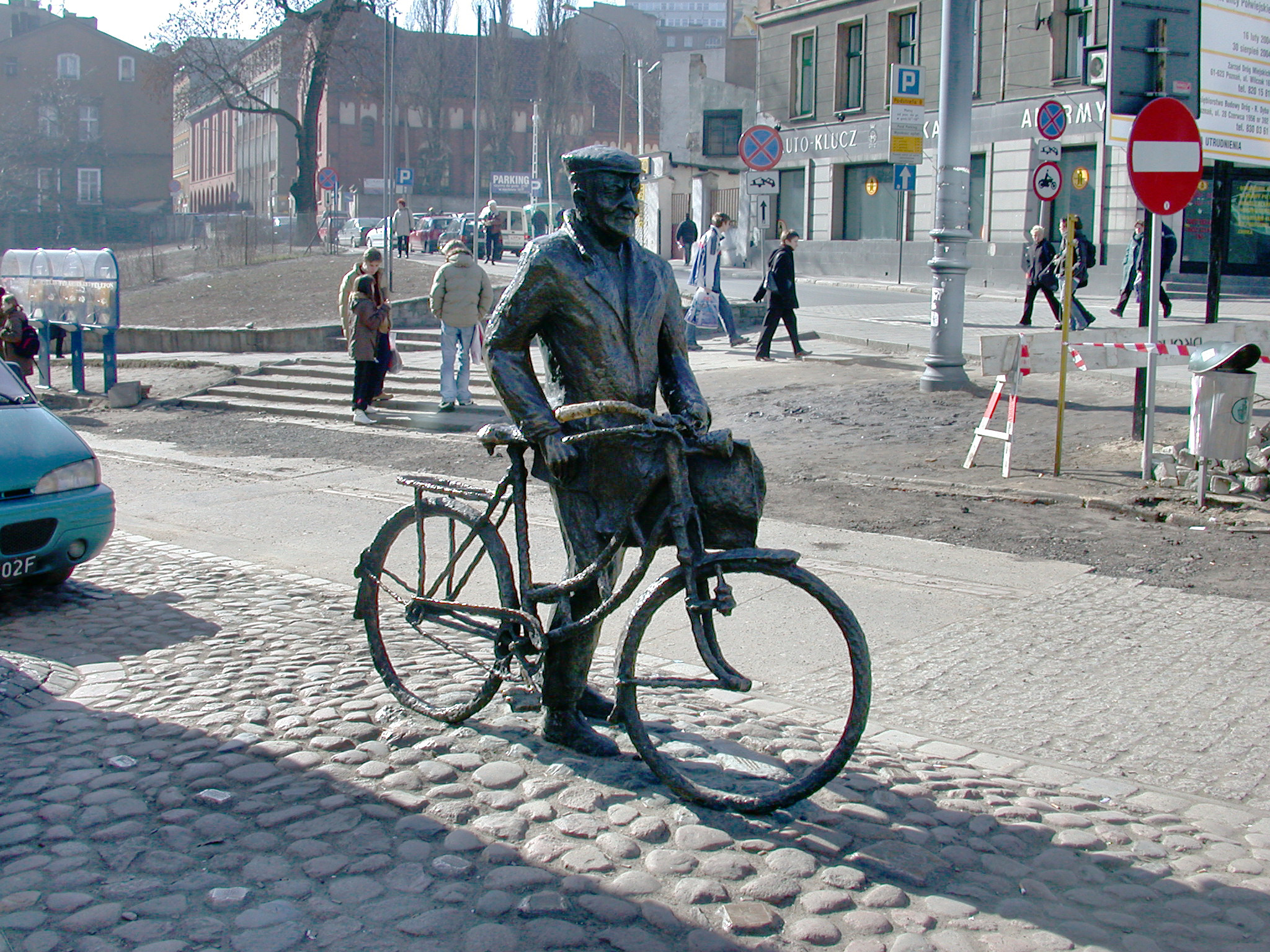
Pomnik Starego Marycha w Poznaniu, uosobienie poznańskości

Mieszkańcy Poznańskiego to Poznaniacy, przy czym słowo to odnosi się nie tylko do mieszkańców miasta Poznania, lecz również całego regionu. Występuje przy tym różnica w pisowni: słowo „poznaniak”' pisane małą literą oznacza mieszkańca Poznania, a wyraz „Poznaniak” pisany wielką literą – mieszkańca całego regionu – niekoniecznie Poznania.